# Arosbaya (plaats)
Arosbaya is een bestuurslaag in het regentschap Bangkalan van de provincie Oost-Java, Indonesië. Arosbaya telt 5419 inwoners (volkstelling 2010).